# الکساندر چکولایوس
الکساندر چکولایوس (لتونیایی: Aleksandrs Čekulajevs؛ زادهٔ ۱۰ سپتامبر ۱۹۸۵) بازیکن فوتبال اهل لتونی است.
از باشگاه‌هایی که در آن بازی کرده‌است می‌توان به باشگاه فوتبال ناروا ترانس و باشگاه فوتبال والتا اشاره کرد.